# Kazimierz Żebrowski
Kazimierz Żebrowski, född 4 mars 1891 i Warszawa, död där under andra världskriget, var en polsk ishockeyspelare. Han var med i det polska ishockeylandslaget som kom på delad åttonde plats i Olympiska vinterspelen 1928 i Sankt Moritz.